# Wybory parlamentarne w II Rzeczypospolitej
Wybory parlamentarne w okresie II Rzeczypospolitej przeprowadzane były w latach: 1919, 1922, 1928, 1930, 1935 i 1938. Mianem wyborów pięcioprzymiotnikowych można określić jedynie wybory z 1919 i 1922 roku. Zostały one przeprowadzone na mocy dekretu wydanego przez Józefa Piłsudskiego z 28 listopada 1918 r. W pozostałych przypadkach, gdzie obowiązywała ordynacja z 1922 roku, dochodziło do łamania prawa poprzez użycie siły (zamach majowy), manipulacje przy prawach wyborczych (1935), aresztowania posłów (wybory z 1930 roku) czy przyjęcia nowej konstytucji i ordynacji większościowej gwarantującej zwycięstwo sanacji w 1935 roku.

## Wybory Sejmu Ustawodawczego w 1919 roku
Wybory do Sejmu Ustawodawczego odbyły się 26 stycznia 1919.
|  | Komitet wyborczy                                                          | % głosów |
|  | ------------------------------------------------------------------------- | -------- |
|  | Związek Ludowo-Narodowy                                                   | 37%      |
|  | Polskie Stronnictwo Ludowe „Wyzwolenie”                                   | 17%      |
|  | PPS i Polska Partia Socjalno-Demokratyczna Galicji i Śląska Cieszyńskiego | 12,5%    |
|  | Polskie Stronnictwo Ludowe Piast                                          | 8,5%     |
|  | Polskie Stronnictwo Ludowe – Lewica                                       | 4%       |
|  | Polskie Zjednoczenie Ludowe                                               | 3,3%     |
|  | Stronnictwo Katolicko-Ludowe                                              | 1,8%     |
|  | Narodowy Związek Robotniczy                                               | 1,8%     |

## Wybory do Sejmu I kadencji w 1922 roku
Wybory do Sejmu I kadencji odbyły się w dniach 5/12 listopada 1922, w ich wyniku poszczególne komitety uzyskały następującą liczbę mandatów:
|  | Komitet wyborczy                        | Mandaty w Sejmie | Mandaty w Senacie |
|  | --------------------------------------- | ---------------- | ----------------- |
|  | Związek Ludowo-Narodowy                 | 98               | 29                |
|  | Blok Mniejszości Narodowych             | 20               | 6                 |
|  | Polskie Stronnictwo Ludowe Piast        | 70               | 17                |
|  | Polskie Stronnictwo Ludowe „Wyzwolenie” | 48               | 8                 |
|  | Chrześcijańska Demokracja               | 43               | 7                 |
|  | Polska Partia Socjalistyczna            | 41               | 7                 |
|  | Stronnictwo Chrześcijańsko-Narodowe     | 28               | 11                |
|  | Narodowa Partia Robotnicza              | 18               | 3                 |
|  | Chłopskie Stronnictwo Radykalne         | 4                | 0                 |
|  | Pozostali                               | 5                | 4                 |
|  | Suma                                    | 444              | 111               |

## Wybory do Sejmu II kadencji w 1928 roku
Wybory odbyły się w dniach 4/11 marca 1928 roku.
|  | Komitet wyborczy                        | Mandaty w Sejmie | Mandaty w Senacie |
|  | --------------------------------------- | ---------------- | ----------------- |
|  | Bezpartyjny Blok Współpracy z Rządem    | 125              | 48                |
|  | Polska Partia Socjalistyczna            | 64               | 10                |
|  | Blok Mniejszości Narodowych             | 61               | 22                |
|  | Polskie Stronnictwo Ludowe „Wyzwolenie” | 41               | 7                 |
|  | Związek Ludowo-Narodowy                 | 38               | 9                 |
|  | Chrześcijańska Demokracja               | 34               | 6                 |
|  | Polskie Stronnictwo Ludowe Piast        | 30               | 2                 |
|  | Stronnictwo Chłopskie                   | 25               | 3                 |
|  | Narodowa Partia Robotnicza              | 11               | 3                 |
|  | Związek Robotników i Chłopów            | 7                | 0                 |
|  | Pozostali                               | 8                | 1                 |
|  | Suma                                    | 444              | 111               |

## Wybory do Sejmu III kadencji „brzeskie” 1930[1]
| Partia/Koalicja                         | Sejm  | Sejm | Senat                     | Senat |
| Partia/Koalicja                         | Numer | %    | Numer                     | %     |
| --------------------------------------- | ----- | ---- | ------------------------- | ----- |
| Bezpartyjny Blok Współpracy z Rządem    | 247   | –    | 76                        | –     |
| Stronnictwo Narodowe                    | 64    | –    | 12                        | –     |
| Chrzescijańska Demokracja               | 14    | –    | 2                         | –     |
| Centrolew (koalicja 5 partii poniżej)   | –     | –    | 14                        | –     |
| Polskie Stronnictwo Ludowe Piast        | 15    | –    | 14 jako sojusz Centrolewu | –     |
| Narodowa Partia Robotnicza              | 10    | –    | 14 jako sojusz Centrolewu | –     |
| Stronnictwo Chłopskie                   | 17    | –    | 14 jako sojusz Centrolewu | –     |
| Polskie Stronnictwo Ludowe „Wyzwolenie” | 14    | –    | 14 jako sojusz Centrolewu | –     |
| Polska Partia Socjalistyczna            | 24    | –    | 14 jako sojusz Centrolewu | –     |
| Polska Partia Socjalistyczna-Lewica     | 1     | –    | –                         | –     |
| Komunistyczna Partia Polski             | 5     | –    | –                         | –     |
| Blok Ukraińsko-Białoruski               | 21    | –    | 4                         | –     |
| Blok Mniejszości Narodowych             | 12    | –    | 3                         | –     |

## Wybory do Sejmu IV kadencji w 1935 roku
|  | Komitet wyborczy                     | Mandaty w Sejmie | Mandaty w Senacie |
|  | ------------------------------------ | ---------------- | ----------------- |
|  | Bezpartyjny Blok Współpracy z Rządem | 153              | 60                |
|  | Mniejszości Narodowe                 | 55               | 4                 |

## Wybory do Sejmu V kadencji w 1938 roku
|  | Komitet wyborczy             | Mandaty w Sejmie | Mandaty w Senacie |
|  | ---------------------------- | ---------------- | ----------------- |
|  | Obóz Zjednoczenia Narodowego | 161              | 47                |
|  | Mniejszości Narodowe         | 55               | –                 |